# پولینیانو ا ماره
پولینیانو ا ماره (به ایتالیایی: Polignano a Mare) یک کومونه در ایتالیا است که در استان باری واقع شده‌است. پولینیانو ا ماره ۶۷ کیلومتر مربع مساحت و ۱۸٬۰۲۴ نفر جمعیت دارد و ۲۴ متر بالاتر از سطح دریا واقع شده‌است.

## خواهرخوانده
شهرهای فوریو و سن مینیاتو خواهرخوانده‌های پولینیانو ا ماره هستند.